# Josef Schwarz
Josef « Sepp » Schwarz  (né le 20 mai 1941 à Třebovice dans le Protectorat de Bohême-Moravie) est un athlète allemand, spécialiste du saut en longueur. 
Le 15 juillet 1970, à Stuttgart, Josef Schwarz atteint la marque de 8,35 m au saut en longueur, égalant le record d'Europe de la discipline détenu par le Soviétique Igor Ter-Ovanessian depuis les Jeux olympiques de 1968. Ce saut constitue par ailleurs la meilleure performance mondiale de l'année 1970. 
Il participe aux Jeux olympiques de 1972, à Munich, mais ne parvient pas à franchir le cap des qualifications. 